# موزه ارتز اسرائیل

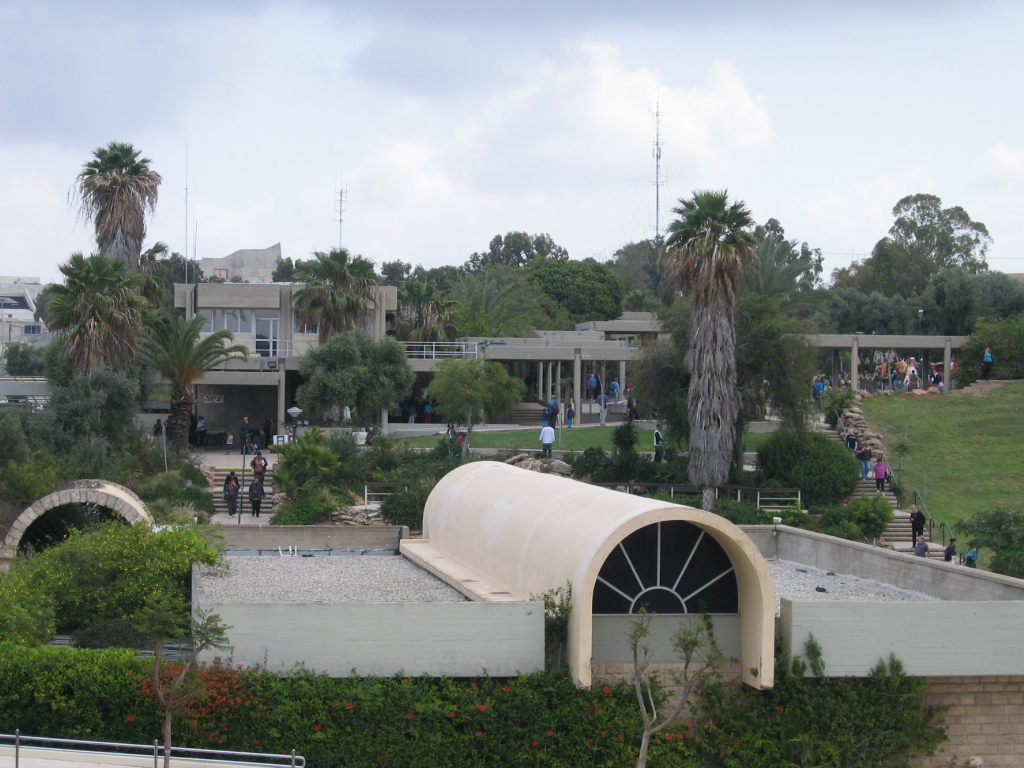
موزه ارتز اسرائیل

موزه اِرتز اسرائیل (انگلیسی: Eretz Israel Museum، همچنین به عنوان موزا (انگلیسی: Muza) شناخته می‌شود) یک موزه تاریخی و باستان‌شناسی در محله رامات آویو در تل‌آویو، اسرائیل است.

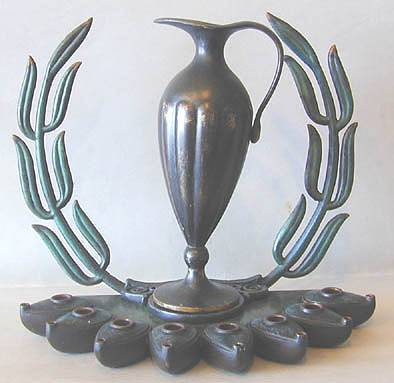
در موزه ارتز اسرائیل، منورای برنزی طراحی شده توسط موریس آسکالون

موزه ارتز اسرائیل، که در سال ۱۹۵۳ تأسیس شد، دارای آثار باستان‌شناسی، مردم‌شناسی و تاریخی بی‌نظیری است که در مجموعه‌ای از غرفه‌های نمایشگاهی در محوطه آن سازماندهی شده‌است. هر غرفه به موضوع متفاوتی اختصاص دارد: ازجمله ظروف شیشه‌ای، سرامیک، سکه، مس و موارد دیگر. این موزه یک آسمان‌نما نیز دارد.
بخش «انسان و کار او» نمایش زندهٔ روش‌های قدیمی بافندگی، جواهرسازی و سفالگری، آسیاب غلات و پخت نان را به نمایش می‌گذارد. تل قصیل، حفاری که در آن ۱۲ لایه متمایز از فرهنگ کشف شده‌است، در محوطهٔ موزه است.

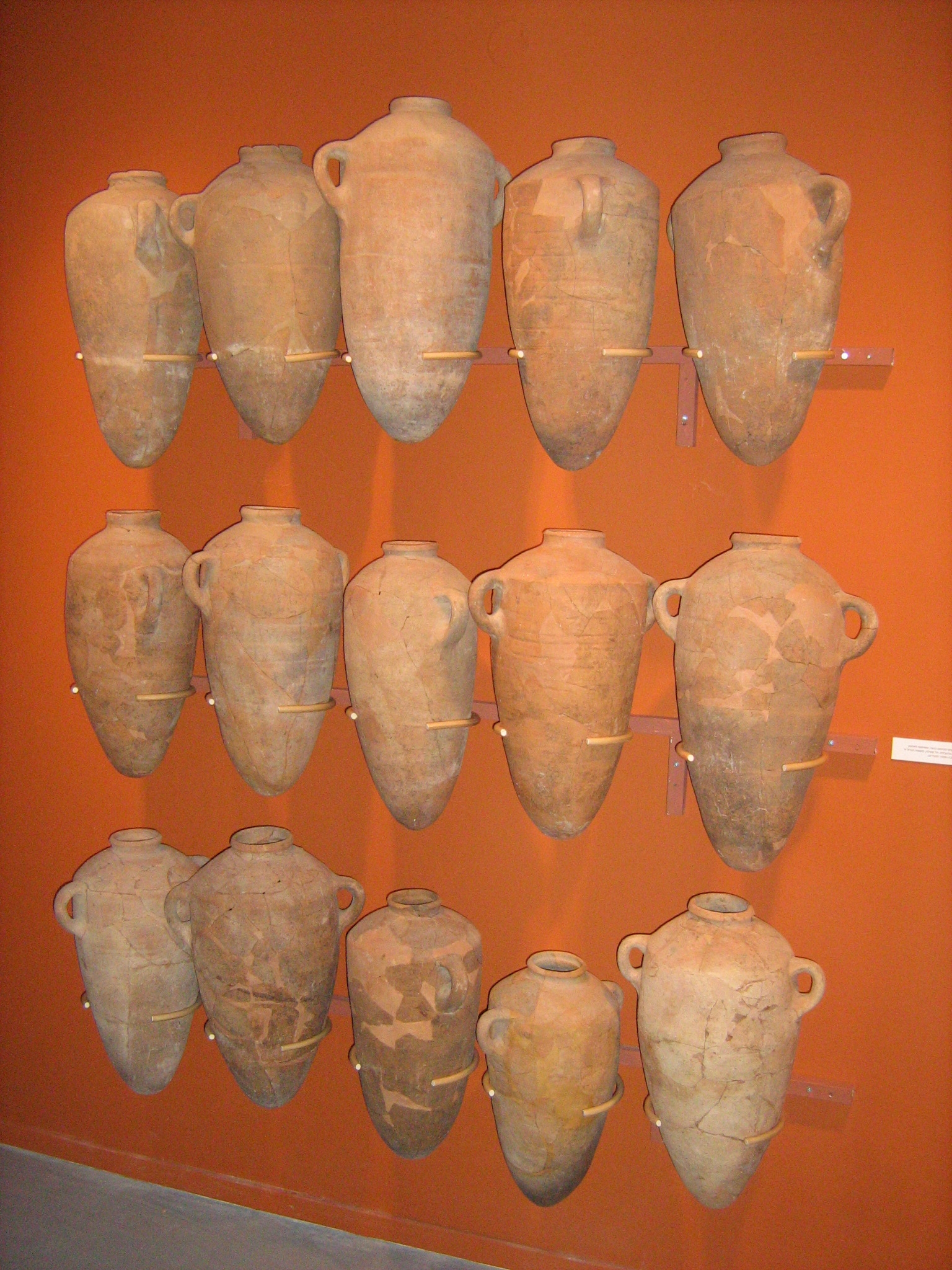
آمفوراهای کشف شده در تل قصیل